# Луиджи Майер
Луиджи Майер (1755–1803) е художник със смесен италиано-германски произход. Той е най-известният художник, пресъздал пейзажи и сцени от Османската империя през 18 век.

## Биография и творчество
Художникът е бил близък приятел на сър Робърт Айнсли, британски посланик в Турция между 1776 г. и 1791 г. Именно по поръчка на Робър Айнсли Луиджи Майер изработва богата колекция от картини изобразяващи забележителности от цялата територия на Османската империя. Луиджи Майер създава картини от днешните територии на България, Турция, Румъния, Гърция, от гръцките средиземноморски острови, Египет, Израел, и други места из тогавашните владения на Османската империя. Тези картини са създадени по време на интензивните пътувания на Луиджи Майер из териториите на Османската империя в периода между 1776 г. и 1794 г.
Картините на Луиджи Майер имат не само художествена стойност, но и високо историческо значение, носейки ни информация за Османската империя по времето, в което той е творил.
В Константинопол Майер се жени за Клара Бартолд.

## Луиджи Майер и България
Не е ясно кога Луиджи Майер е стъпил на българска земя, но имайки предвид картините, които е създал, можем да предположим с достатъчна достоверност какъв е бил неговият маршрут. По всичко личи, че Луиджи Майер влиза в България от Румъния.
- Входа на село Чалъ кавак
- Пейзаж от източната част на Стара планина

Той рисува няколко картини от Южна Румъния, представящи град Питещи, река Алута, град Букурещ и др.
Очевидно художникът се насочва в южна посока към Константинопол (Истанбул), придвижвайки се от Шумен към Одрин (Едирне) по тогавашния основен за Османската империя път „Едирне йолу“ (пътя за Одрин). Този път минава през днешния Ришки проход, носещ името на най-близкото село на северните склонове на Стара планина. Луиджи Майер е нарисувал картина от село Риш (Чалъ кавак), Шуменско.
- Ришкият проход в източната част на Стара планина
- Танцът на българските селяни

Самият Ришки проход е изобразен на отделна картина.
Следващата картина показва танцуващи български селяни, така е озаглавена и картината. Интересно за отбелязване е, че жените танцуват боси около огъня. Вероятно Луиджи Майер е станал свидетел на нестинарски танци, което отнася картината към района на Странджа и Сакар, откъдето е минавал пътят за Одрин.
- Град Кирклизия/Лозенград
- Град Люле Бургаз
- Кервансараят, носещ името на Мехмед паша в Люле Бургаз
- Главният път между Силиврия и Чорлу

Продължавайки в южна посока, Луиджи Майер е стигнал до Лозенград. Оттам е картината му „Кирклисия“ (от гръцки „Четири църкви“), което е гръцкото име на Лозенград, днешен Къркларели, Турция.
След Лозенград следващата спирка на Луиджи Майер е Люле Бургаз. От този населен с много българи град, Луиджи Майер представя две картини.
Втората картина представя кервансарая, носещ името на Мехмед паша, който днес е в руини, а е представлявал архитектурна забележителност.
Не на последно място по значение, но на последно в хронологичен ред по пътя на Луиджи Майер към Константинопол е един графит, представящ главния път между населяваните с българи Силиврия (гръцки Siluria, турски Silivri) и Чорлу (на турски Corlu). Картината показва невъзмутимо пътуващите по пътя към Константинопол (Истанбул) пътници, минаващи покрай побити на кол хора. Според историците, набиването на кол в границите на Османската империя е прилагано само срещу „неверниците“ (на турски „гявури“). С голяма достоверност можем да предположим, че набитите на кол са българи, доколкото гърците населяващи тези територии в предградието на Константинопол (Истанбул) са били закриляни (политически) от Вселенския патриарх, по правило от гръцки произход.

## Галерия
- Питещ, 1793
- Александрийският фар
- Древният Телмесос
- Баните Палики, Йонийски острови